# Саламе, Али Хасан
Али Хасан Саламе (араб.  علي حسن سلامة‎, ивр. עלי חסן סלאמה ‎; 1941 — 22 января 1979, Бейрут) — международный террорист, один из руководителей (под именем Абу Хасан) палестинской террористической организации «Чёрный сентябрь», ответственной, среди прочего, за теракт во время летних Олимпийских игр в Мюнхене (1972). Считается вдохновителем мюнхенской резни.
Основатель бригады Подразделение 17, элитного военного подразделения организации ФАТХ по проведению специальных операций и охраны руководства «Организации освобождения Палестины» (ООП) и его лидера Ясира Арафата, которое называлось также «президентской гвардией» Арафата.

## Биография
Али Хасан Саламе родился в палестинской деревне Кула, около Лидды (Лод), в богатой семье. Его отец Хасан Салама был командующим палестинской Армией Священной Войны (Аль-Джихад Джейшь аль-Мукаддас, араб. جيش الجهاد المقدس‎) в арабо-израильской войне 1947—1949 годов, убит в 1948 году.
В молодости учился в Германии. По некоторым данным прошёл военную подготовку в Москве и Каире.
Был известен тем, что щеголял своим богатством, будучи окружённым женщинами, увлекался спортивными автомобилями, был популярен среди палестинских юношей; прозвище подчёркивало его популярность — «Красный принц». 
C 1969 года он был также агентом ЦРУ.
Несёт ответственность за захват самолёта пассажирского рейса 572 Вена — Тель-Авив 9 мая 1972 года. 
Будучи начальником личной охраны Арафата и оперативником «Чёрного сентября», участвовал в организации теракта и убийстве 11 израильских спортсменов на летней Олимпиаде в Мюнхене в 1972 году.
Позднее «Моссад» в рамках операции «Гнев Божий» выследил и ликвидировал Али Хасана Саламе в Бейруте 22 января 1979 года посредством взрыва бомбы в автомобиле.
Был женат на ливанской модели Георгине Риск, победительнице конкурса «Мисс Вселенная 1971». Сын Али Саламе родился в 1979 году, уже после смерти отца.

## Киновоплощения
- «Мюнхен» / «Munich» (Франция, Канада, США; 2005) режиссёр Стивен Спилберг, роль Саламе исполнил французский актёр Мехди Неббу.